# Resolució 2409 del Consell de Seguretat de les Nacions Unides
La Resolució 2409 del Consell de Seguretat de les Nacions Unides fou adoptada per unanimitat el 27 de març de 2018. El Consell va ampliar el mandat de la Missió de les Nacions Unides a la República Democràtica del Congo (MONUSCO) fins al 31 de març de 2019, més centrat en la protecció de civils i donar suport a un acord polític integral i a la preparació de les eleccions de 2018.
El Consell va mantenir la força de la MONUSCO en 16.215 efectius, 391 efectius policials i 1.050 efectius d'unitats policials formats. També demana als grups d'interès del país, inclòs el president Joseph Kabila i l'oposició, que implementin l'Acord de Kinshasa de 31 de desembre de 2016. També demana a MONUSCO que ajudi el govern a realitzar els preparatius per a les eleccions de 23 de desembre de 2018.